# Reeg
Reeg ist ein Ortsteil der Ortsgemeinde Asbach im Landkreis Neuwied im nördlichen Rheinland-Pfalz.

## Geographie
Der Weiler liegt im Niederwesterwald etwa fünf Kilometer südöstlich des Hauptortes Asbach und zwei Kilometer östlich von Neustadt (Wied) im Wiedtal. Der nördlich des Ortes liegende Dinspeler Bach bildet hier die Gemeindegrenze zu Neustadt (Wied). Reeg liegt an der Landesstraße 269, die von Neustadt entlang der Wied nach Seifen führt. Die Kreisstraße 70 verbindet Reeg mit den Asbacher Ortsteilen Altenburg, Heide und Schöneberg.

## Geschichte
Der Ortsname Reeg, früher „Reeghof“ genannt, bedeutet so viel wie „Abhang“ und deutet auf eine frühe Besiedlung hin. Die erste urkundliche Erwähnung des Ortes datiert aus dem Jahr 1456. In einem Teilungsvertrag der niederadeligen Munt von Neustadt wurde der Hof „Up dem Reche“ genannt.
Einen Einblick in die damals üblichen Pachtbedingungen zeigt der Pachtvertrag für den Hof Reeg aus dem Jahr 1529. Die jährliche Pacht betrug zehn Malter Hafer und zwei Malter Korn sowie das zweitbeste Schwein und einige kleinere Abgaben. Ein Malter nach kölnischem Maß entsprach etwa 1,64 Hektoliter. Weiterhin hatte der Pächter drei dem Eigentümer des Hofes gehörende Schweine und ein Rind zu „durchzufüttern“.
Landesherrlich gehörte Reeg zum Kurfürstentum Köln und zum Amt Altenwied und war Teil der „Honnschaft Schöneberg“. Nach einer 1660 vom Kölner Kurfürsten Maximilian Heinrich angeordneten Bestandsaufnahme hatte der Hof Reeg eine Größe von 34 Morgen Land und 11 Morgen Wiese. 1787 hatte Reeg zwei Häuser.
Nachdem das Rheinland 1815 zu Preußen gekommen war, gehörte Reeg zur Gemeinde Schöneberg im damals neu gebildeten Kreis Neuwied und wurde zunächst von der Bürgermeisterei Neustadt und ab 1823 von der Bürgermeisterei Asbach verwaltet. Nach einer Volkszählung aus dem Jahr 1885 hatte Reeg 27 Einwohner, die in vier Häusern lebten.
Bis 1974 war Reeg Teil der bis dahin eigenständigen Gemeinde Schöneberg. Aus ihr und den gleichzeitig aufgelösten Gemeinden Asbach und Limbach sowie einem Teil der Gemeinde Elsaff wurde am 16. März 1974 die Ortsgemeinde Asbach neu gebildet. 1987 zählte Reeg 13 Einwohner.